# Mark Sickles
Mark D. Sickles (sinh ngày 18 tháng 2 năm 1957) là một chính khách người Mỹ giữ chức vụ Đại biểu từ Quận 43 của Hạ viện Virginia từ năm 2004. Ông là thành viên của Đảng Dân chủ.
Sickles là Chủ tịch Ủy ban Y tế, Phúc lợi và Định chế, Phó Chủ tịch Ủy ban Chiếm đoạt và là thành viên trong Ủy ban Đặc quyền và Bầu cử và Quy tắc.
Là một người đồng tính công khai, Sickles là người đồng tính công khai thứ hai và là người LGBT công khai thứ hai được bầu vào Hạ viện Virginia và Đại hội đồng Virginia (sau Adam Ebbin).
Sickles là một trong năm người LGBT công khai phục vụ trong Đại hội đồng Virginia (cùng với Adam Ebbin, Mark Levine, Dawn Adams, và Danica Roem).

## Đầu đời và giáo dục
Sickles sinh ra ở Arlington, Virginia. Ông nhận bằng Cử nhân Khoa học về Quản lý Rừng của Đại học Clemson năm 1981, bằng Thạc sĩ Khoa học về quản lý công nghiệp tại Georgia Tech năm 1984, và bằng M.S. thứ hai trong Chính sách Khoa học và Công nghệ hai năm sau đó.
Sickles là thành viên của Viện Lãnh đạo Chính trị Sorensen tại Đại học Virginia.

## Đời tư
Trong một bài báo dành cho tờ The Washington Post, trong đó ghi nhận sự phản đối tại Tòa án Quận Đông Virginia Hoa Kỳ về tính hợp hiến của lệnh cấm hôn nhân đồng giới của bang, Sickles đã công khai mình là người đồng tính. Điều này khiến ông trở thành thành viên LGBT công khai thứ hai của Đại hội đồng Virginia, cùng với Thượng nghị sĩ Adam Ebbin, người đã vắng mặt trước cuộc bầu cử vào Hạ viện năm 2003.